# Bazylika św. Anny w Sainte-Anne-de-Beaupré
Bazylika św. Anny w Sainte-Anne-de-Beaupré (fr. Basilique Sainte-Anne-de-Beaupré) – kościół rzymskokatolicki, położony w Sainte-Anne-de-Beaupré w Kanadzie, w prowincji Quebec.

## Historia

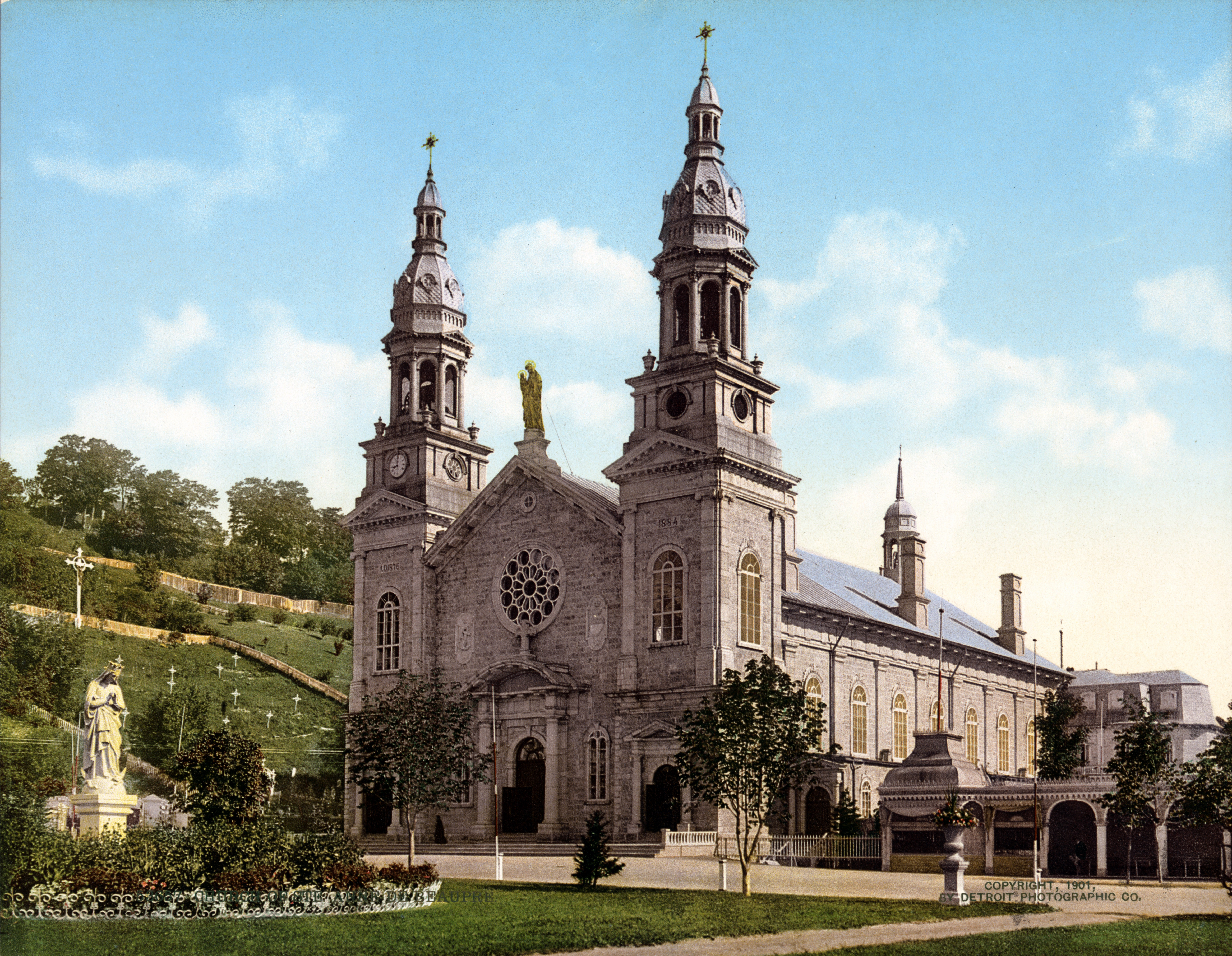
Bazylika św. Anny w 1901

Według legendy wstawiennictwo św. Anny uratowało w 1650 bretoński statek od zatonięcia na wzburzonych wodach u ujścia Rzeki Świętego Wawrzyńca. W podzięce za ocalenie marynarze wznieśli w 1658 drewnianą kaplicę św. Anny, która stała się celem pielgrzymek. Trzy lata później wzniesiono kolejną kaplicę, która przetrwała do  1676. Ponieważ miejsce stało się sławne, na miejscu kaplicy zbudowano kamienny kościół, który w 1872 zburzono, aby na jego miejscu wznieść bazylikę. Z materiałów pochodzących z rozebranego kościoła zbudowano kaplicę, przed którą znajduje się fontanna św. Anny. Jej woda ma, według przekonania wiernych, moc uzdrawiającą.
22 marca 1922 bazylikę nawiedził pożar, jednak część wyposażenia udało się uratować, m.in. ołtarz, zaprojektowany w latach 1702–1728 przez Charlesa Vézina. 6 lipca 1923 rozpoczęła się odbudowa zniszczonej świątyni według planu sporządzonego przez architektów Maxime’a Roisina z Paryża i Louisa-Napoléona Audeta z Sherbrooke.
4 lipca 1976 odbudowaną bazylikę konsekrował arcybiskup Quebecu, kardynał Maurice Roy.
10 września 1984 bazylikę nawiedził papież Jan Paweł II. Modlił się w niej wówczas w następujących słowach:

Dobra Święta Anno. Przybyłem tu, by uczcić Cię i przywołać razem z tymi pielgrzymami w sanktuarium w Beaupré. Od początku kościoła w Kanadzie wielu ludzi doświadczyło skutków Twojej mocy i dobroci. Rozciągnij Twoją dobroć na dzisiejszy kościół. Niech odnowi ona jego gorliwość w wypełnianiu misji, którą Chrystus mu powierzył a odkupienie niech spływa coraz obficiej na ten świat, który tak bardzo potrzebuje światła, sprawiedliwości i pokoju.

## Architektura

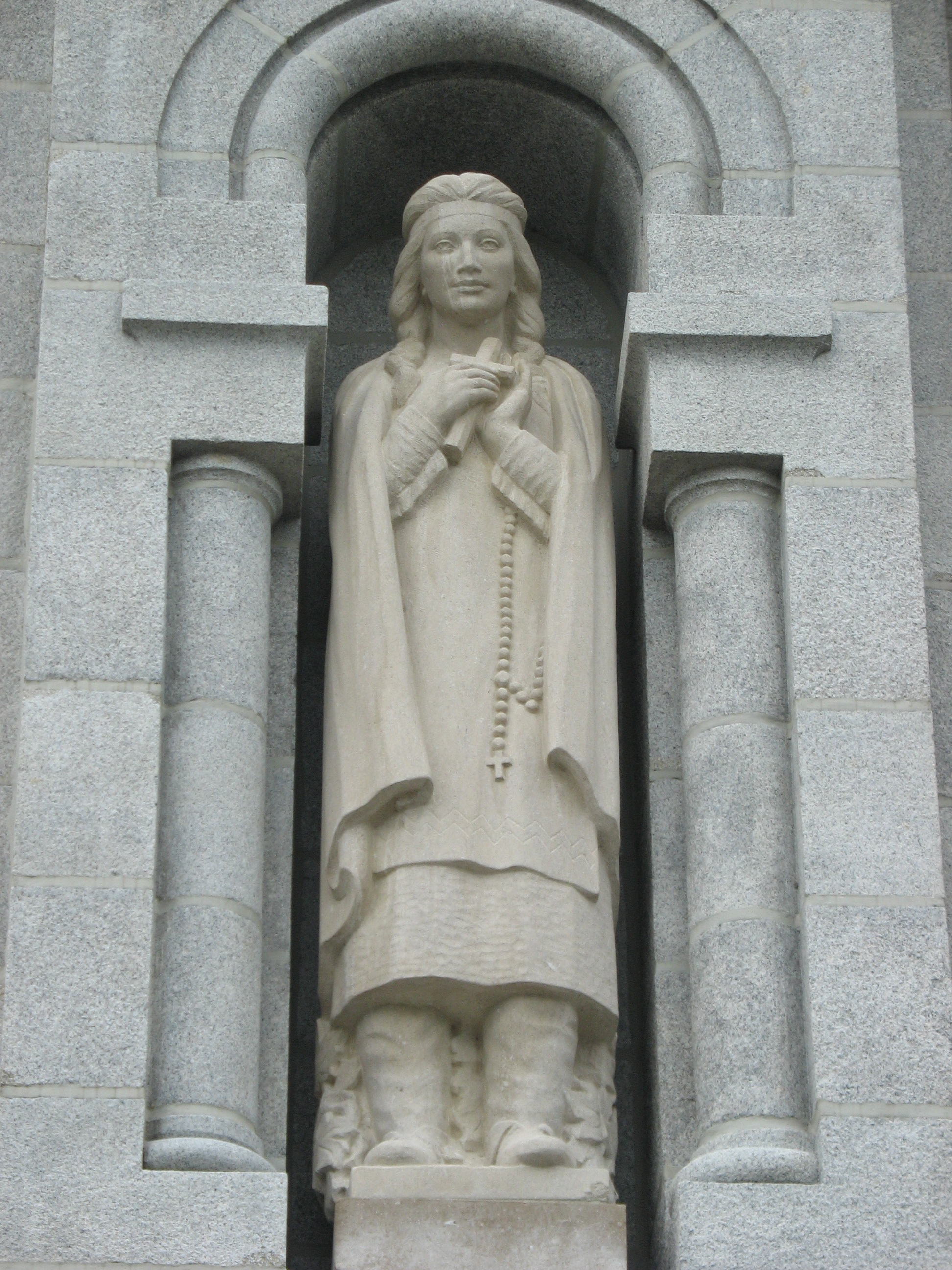
Posąg kanadyjskiej błogosławionej Kateri Tekakwitha na zewnątrz bazyliki

Bazylika św. Anny została zbudowana jako trzynawowa świątynia z transeptem w stylu neoromańskim na planie krzyża łacińskiego z zastosowaniem nowoczesnych materiałów budowlanych. Posadowiona jest na potężnej skale. Użyty do jej budowy granit pochodzi z kamieniołomów w Saint-Sébastien w Beauce.
Długość bazyliki z zachodu na wschód wynosi 113 m, szerokość transeptu – 60 m. Fasadę zachodnią wieńczą 2 neogotyckie wieże, wysokie na 90 m. Nawę główną od wschodu zamyka dwukondygnacyjna apsyda z wieńcem kaplic. Wewnątrz znajduje się 2000 miejsc siedzących i 8000 stojących. W krypcie umieszczono ośrodek informacyjny dla pielgrzymów.

## Wystrój i wyposażenie
Sklepienie nad nawą główną i jej przecięciu się z transeptem pokryte jest mozaikami poświęconymi życiu i cnotom patronce bazyliki. Na sklepieniu apsydy przedstawiona jest gloryfikacja świętej Anny. Autorem mozaik jest Auguste Labouret.
W bazylice znajduje się 240 okien witrażowych. Przedstawiony jest w nich Chrystus, apostołowie, prorocy i patriarchowie. Tematem ikonograficznym części z nich jest historia kultu św. Anny w prowincji Quebec i jego rozszerzenie się na całą Amerykę Północną. Autorem witraży jest również Auguste Labouret.
Ołtarze pochodzą z wcześniejszej świątyni. Ozdobne drewniane żyrandole zaprojektował w 1779 François-Noël Levasseur. Uwagę zwraca posąg św. Anny, wykonany z różnych gatunków kolorowego marmuru sprowadzonego z Włoch. Twarz i ręce św. Anny są białe, płaszcz – żółty i zielony a szata ciemnopurpurowa.

### Organy
Organy zbudował zakład organmistrzowski Casavant & Frères of Saint-Hyacinthe z Quebecu. Zostały one poświęcone 16 grudnia 1945 przez biskupa pomocniczego Quebec City, Georges’a-Léona Pelletiera i zainaugurowane przez François-Xaviera Nadeau. W 1988 poddano je restauracji. Organy mają obecnie 44 głosy.

### Dzwony
W bazylice znajduje się 9 dzwonów: 6 z nich wisi w wieży południowej a 3, najcięższe, w wieży północnej. Dzwony ważą łącznie ok. 20 ton i noszą następujące nazwy: Angelica, Jesus, Mary, Anne, Joachim, Joseph, John the Baptist, Alphonsus i Patrick.

## Ośrodek pielgrzymkowy
Bazylika św. Anny jest najważniejszym celem pielgrzymek w Ameryce Północnej – corocznie odwiedza ją ok. miliona osób. Na przestrzeni swych dziejów stała się ona miejscem uzdrowień, stąd jej wnętrze jest, podobnie jak Sanktuarium Matki Bożej w Lourdes, pełne dziękczynnych wotów w postaci kul, butów i przyrządów ortopedycznych.